# Мандракион (Нисирос)
Мандра́кион (греч. Μανδράκιον ή Μανδράκι) — прибрежное село в Греции. Порт. Расположено на высоте 20 метров над уровнем моря, в северо-западной части острова Нисирос. Административный центр общины Нисирос в периферии Южные Эгейские острова. По результатам переписи 2011 года население составляет 660 человек.
Название города означает «маленькая и защищённая бухта, маленькая гавань» (греч. μανδράκι, μαντράκι, лат. mandraculum от др.-греч. μάνδρα «загон, стойло, ограда»).
В высшей точке Мастракиона расположен венецианская крепость Нисироса. Замок был построен госпитальерами в 1315 году. Внутри замка находится монастырь Панагии Спилиани (Ιερά Μονή Παναγίας Σπηλιανής), построенный около 1600 года.
На невысоком холме к юго-западу от Мастракиона хорошо сохранилась стена Палеокастро (Παλαιόκαστρο) IV века до н. э., окружавшая древний город Нисирос и построенная из больших блоков из тёмной вулканической породы. Внутри Палеокастро находятся руины раннехристианской базилики. Раскопан некрополь древнего города архаического, классического и эллинистического периодов. Самые старые захоронения относятся к VII—VI вв. до н. э. Обширное кладбище классического периода (IV век до н. э.) было раскопано в местности Аи-Яни (Άη-Γιάννη) и на южной стороне холма Палеокастро. Находки выставлены в Археологическом музее Нисироса (Αρχαιολογικό Μουσείο Νισύρου) в Мандракионе. В музее выставлены также находки с соседнего острова Яли.

## Сообщество Мандракион
Община Мандракион создана в 1948 году (ΦΕΚ 248Α). В 1997 году (ΦΕΚ 244Α) упразднена. В сообщество входит село Лутра, а также острова Канделиуса и Яли. Население 681 человек по переписи 2011 года. Площадь 25,275 квадратных километров.
| Населённый пункт    | Население (2011), человек |
| ------------------- | ------------------------- |
| Канделиуса (остров) | 0                         |
| Лутра               | 0                         |
| Мандракион          | 660                       |
| Яли (остров)        | 21                        |

## Население
| Год  | Население, человек |
| ---- | ------------------ |
| 1991 | 684                |
| 2001 | 667                |
| 2011 | ↘ 660              |